# Tribogna
Tribogna (ligur nyelven Trebeugna) település Olaszországban, Liguria régióban, Genova megyében. Lakosainak száma 580 fő (2023. január 1.). Tribogna Avegno, Mocònesi, Neirone, Rapallo, Uscio és Cicagna községekkel határos.

## Népesség
A település lakossága az elmúlt években az alábbi módon változott:
| Lakosok száma | 612  | 598  | 580  |
|               | 2017 | 2018 | 2023 |